# 63e cérémonie des Grammy Awards
 (mai 2022).
La mise en forme du texte ne suit pas les recommandations de Wikipédia : il faut le « wikifier ».
Les points d'amélioration suivants sont les cas les plus fréquents. Le détail des points à revoir est peut-être précisé sur la page de discussion.
- Les titres sont pré-formatés par le logiciel. Ils ne sont ni en capitales, ni en gras.
- Le texte ne doit pas être écrit en capitales (les noms de famille non plus), ni en gras, ni en italique, ni en « petit »…
- Le gras n'est utilisé que pour surligner le titre de l'article dans l'introduction, une seule fois.
- L'italique est rarement utilisé : mots en langue étrangère, titres d'œuvres, noms de bateaux, etc.
- Les citations ne sont pas en italique mais en corps de texte normal. Elles sont entourées par des guillemets français : « et ».
- Les listes à puces sont à éviter, des paragraphes rédigés étant largement préférés. Les tableaux sont à réserver à la présentation de données structurées (résultats, etc.).
- Les appels de note de bas de page (petits chiffres en exposant, introduits par l'outil «  Source ») sont à placer entre la fin de phrase et le point final[comme ça].
- Les liens internes (vers d'autres articles de Wikipédia) sont à choisir avec parcimonie. Créez des liens vers des articles approfondissant le sujet. Les termes génériques sans rapport avec le sujet sont à éviter, ainsi que les répétitions de liens vers un même terme.
- Les liens externes sont à placer uniquement dans une section « Liens externes », à la fin de l'article. Ces liens sont à choisir avec parcimonie suivant les règles définies. Si un lien sert de source à l'article, son insertion dans le texte est à faire par les notes de bas de page.
- La présentation des références doit suivre les conventions bibliographiques. Il est recommandé d'utiliser les modèles {{Ouvrage}}, {{Chapitre}}, {{Article}}, {{Lien web}} et/ou {{Bibliographie}}. Le mode d'édition visuel peut mettre en forme automatiquement les références.
- Insérer une infobox (cadre d'informations à droite) n'est pas obligatoire pour parachever la mise en page.

Pour une aide détaillée, merci de consulter Aide:Wikification.
Si vous pensez que ces points ont été résolus, vous pouvez retirer ce bandeau et améliorer la mise en forme d'un autre article.
La 63e cérémonie annuelle des Grammy Awards a eu lieu le 14 mars 2021 au Staples Center de Los Angeles. Il récompense les meilleurs enregistrements, compositions et artistes de l'année, du 1er septembre 2019 au 31 août 2020. Les nominations ont été annoncées lors d'une diffusion virtuelle en direct le 24 novembre 2020 par Harvey Mason Jr. président et PDG de l'Interim Recording Academy, aux côtés de Megan Thee Stallion, Dua Lipa, Mickey Guyton, Lauren Daigle, Pepe Aguilar, Nicola Benedetti, Gayle King, Yemi Alade, Imogen Heap et Sharon Osbourne.
Beyoncé a reçu le plus de nominations avec neuf au total, suivie de Dua Lipa, Roddy Ricch et Taylor Swift avec six chacun.

## Changements de catégorie
Pour la cérémonie 2021, l'académie a annoncé plusieurs changements pour différentes catégories et règles :
- La catégorie Meilleur album contemporain urbain a été renommée Meilleur album de R&B progressif.
- La catégorie Meilleure performance rap / chantée a été renommée Meilleure performance rap mélodique.
- La catégorie Meilleur album latin pop a été renommée Meilleur album latin pop ou urbain, et la catégorie Meilleur album latin rock, urbain ou alternatif a été renommée Meilleur album latin rock ou alternatif.
- La catégorie Meilleur album de musique du monde a été renommée Meilleur album de musique mondiale.
- Le nombre maximum de sorties a été supprimé de la catégorie Meilleur nouvel artiste.
- La catégorie Meilleur album de théâtre musical ne peut désormais récompenser que jusqu'à quatre chanteurs principaux (auparavant illimités) en plus du producteur de l'album et des paroliers / compositeurs (si l'album contient au moins 51% de nouveau matériel). Dans le cas d'une pièce dirigée par un ensemble, tous les chanteurs recevront un certificat de lauréat.

## Remettants de prix
La chanteuse Lizzo remet le Grammy Award du meilleur nouvel artiste. Jacob Collier et Jhené Aiko remettent le Grammy Award du meilleur album vocal pop. Jimmy Jam et Babyface remettent le Grammy Award de la meilleure prestation R&B. Ringo Starr remet le Grammy Award de l'enregistrement de l'année.

## Palmarès

### Général
Enregistrement de l'année
- "Everything I Wanted" — Billie Eilish
- "Black Parade" — Beyoncé
- "Colors" — Black Pumas
- "Rockstar" —DaBaby featuring Roddy Ricch
- "Say So" —Doja Cat
- "Don't Start Now" —Dua Lipa
- "Circles" —Post Malone
- "Savage" — Megan Thee Stallion featuring Beyoncé

Album de l'année
- Folklore — Taylor Swift
- Chilombo — Jhené Aiko
- Black Pumas (Deluxe Edition) — Black Pumas
- Everyday Life — Coldplay
- Djesse Vol. 3 — Jacob Collier
- Women in Music Pt. III — Haim
- Future Nostalgia — Dua Lipa
- Hollywood's Bleeding — Post Malone

Chanson de l'année
- "I Can't Breathe" — H.E.R.
- "Black Parade" — Beyoncé
- "The Box" —Roddy Ricch
- "Cardigan" —Taylor Swift
- "Circles" — Post Malone
- "Don't Start Now" — Dua Lipa
- "Everything I Wanted" — Billie Eilish
- "If the World Was Ending" — JP Saxe featuring Julia Michaels

Meilleur nouvel artiste
- Megan Thee Stallion
- Ingrid Andress
- Phoebe Bridgers
- Noah Cyrus
- Chika
- D Smoke
- Doja Cat
- Kaytranada

Meilleur clip
- “Brown Skin Girl” — Beyoncé
- “Life Is Good” — Future featuring Drake
- “Lockdown” — Anderson .Paak
- “Adore You” — Harry Styles
- “Goliath” — Woodkid

### Pop
Meilleure prestation pop solo
- "Watermelon Sugar" — Harry Styles
- "Yummy" — Justin Bieber
- "Say So" — Doja Cat
- "Everything I Wanted" — Billie Eilish
- "Don't Start Now" — Dua Lipa
- "Cardigan" — Taylor Swift

Meilleure prestation vocale pop d'un duo ou groupe
- "Rain on Me" — Lady Gaga et Ariana Grande
- "Un Dia (One Day)" — J. Balvin, Dua Lipa, Bad Bunny et Tainy
- "Intentions" — Justin Bieber feat. Quavo
- "Dynamite" — BTS
- "Exile" — Taylor Swift feat. Bon Iver

Meilleur album pop traditionnel en solo
- American Standard — James Taylor
- Blue Umbrella — Burt Bacharach et Daniel Tashian
- True Love: A Celebration of Cole Porter — Harry Connick Jr.
- Unfollow the Rules — Rufus Wainwright
- Judy — Renée Zellweger

Meilleur album vocal pop
- Future Nostalgia — Dua Lipa
- Changes — Justin Bieber
- Chromatica — Lady Gaga
- Fine Line — Harry Styles
- Folklore — Taylor Swift

### EDM
Meilleur enregistrement EDM
- "10%" — Kaytranada feat. Kali Uchis
- "On My Mind" — Diplo & Sidepiece
- "My High" — Disclosure, Aminé et Slowthai
- "The Difference" — Flume feat. Toro y Moi
- "Both of Us" — Jayda G

Meilleur album EDM
- Bubba — Kaytranada
- Kick I — Arca
- Energy — Disclosure
- Planet's Mad — Baauer
- Good Faith — Madeon

### Musique instrumentale contemporaine
Meilleur album de musique instrumentale contemporaine
- Live at the Royal Albert Hall — Snarky Puppy
- Axiom — Christian Scott Atunde Adjuah
- Chronology of a Dream: Live at The Village Vanguard — Jon Batiste
- Take the Stairs — Black Violin
- Americana — Grégoire Maret, Romain Collin et Bill Frisell

### Rock
Meilleure prestation rock
- "Shameika" — Fiona Apple
- "The Steps" — HAIM
- "Stay High" — Brittany Howard
- "Not" — Big Thief
- "Kyoto" — Phoebe Bridgers
- "Daylight" — Grace Potter

Meilleur prestation metal
- "Bum-Rush" — Body Count
- "Underneath" — Code Orange
- "The In-Between" — In This Moment
- "Bloodmoney" — Poppy
- "Executioner's Tax (Swing of the Axe)" — Power Trip

Meilleure chanson rock
- "Stay High" — Brittany Howard
- "Kyoto" — Phoebe Bridgers
- "Lost in Yesterday" — Tame Impala
- "Not" — Big Thief
- "Shameika" — Fiona Apple

Meilleur album rock
- The New Abnormal — The Strokes
- A Hero's Death — Fontaines D.C.
- Kiwanuka — Michael Kiwanuka
- Daylight — Grace Potter
- Sound & Fury — Sturgill Simpson

### Musique alternative
Meilleur album de musique alternative
- Fetch the Bolt Cutters — Fiona Apple
- Hyperspace — Beck
- Punisher — Phoebe Bridgers
- Jaime — Brittany Howard
- The Slow Rush — Tame Impala

### R&B
Meilleure prestation R&B
- "Black Parade" – Beyoncé
- "Lightning & Thunder" – Jhené Aiko featuring John Legend
- "All I Need" – Jacob Collier featuring Mahalia et Ty Dolla $ign
- "Goat Head" – Brittany Howard
- "See Me" – Emily King

Meilleure prestation de R&B traditionnel
- "Anything for You" – Ledisi
- "Sit On Down" – The Baylor Project featuring Jean Baylor et Marcus Baylor
- "Wonder What She Thinks of Me" – Chloe x Halle
- "Let Me Go" – Mykal Kilgore
- "Distance" – Yebba

Grammy Award de la meilleure chanson R&B
- "Better Than I Imagined" — Robert Glasper featuring H.E.R. et Meshell Ndegeocello
- "Black Parade" — Beyoncé
- "Collide" — Tiana Major9 et EARTHGANG
- "Do It" — Chloe x Halle
- "Slow Down" — Skip Marley et H.E.R.

Meilleur album R&B progressif
- It Is What It Is — Thundercat
- Chilombo — Jhené Aiko
- Ungodly Hour — Chloe x Halle
- Free Nationals — Free Nationals
- Fuck Yo Feelings — Robert Glasper

Meilleur album R&B
- Bigger Love — John Legend
- Happy 2 Be Here — Ant Clemons
- Take Time — Giveon
- To Feel Love/D — Luke James
- All Rise — Gregory Porter

### Rap
Meilleure prestation rap
- "Savage" – Megan Thee Stallion featuring Beyoncé
- "Deep Reverence" – Big Sean featuring Nipsey Hussle
- "Bop" — DaBaby
- "Whats Poppin" — Jack Harlow
- "The Bigger Picture" — Lil Baby
- "Dior" — Pop Smoke

Grammy Award de la meilleure collaboration rap/chant
- "Lockdown" — Anderson .Paak
- "Rockstar" — DaBaby featuring Roddy Ricch
- "Laugh Now Cry Later" — Drake featuring Lil Durk
- "The Box" — Roddy Ricch
- "Highest in the Room" — Travis Scott

Meilleure chanson rap
- "Savage" — Megan Thee Stallion featuring Beyoncé
- "The Bigger Picture" — Lil Baby
- "The Box" — Roddy Ricch
- "Laugh Now Cry Later" — Drake featuring Lil Durk
- "Rockstar" — DaBaby featuring Roddy Ricch

Grammy Award du meilleur album de rap
- King's Disease — Nas
- Black Habits — D Smoke
- Alfredo — Freddie Gibbs et The Alchemist
- A Written Testimony — Jay Electronica
- The Allegory — Royce da 5'9"

### Country
Meilleure prestation country solo
- "When My Amy Prays" — Vince Gill
- "Stick That in Your Country Song" — Eric Church
- "Who You Thought I Was" — Brandy Clark
- "Bluebird" — Miranda Lambert
- "Black Like Me" — Mickey Guyton

Meilleure prestation country d'un duo ou groupe
- "10,000 Hours" — Dan + Shay et Justin Bieber
- "All Night" — Brothers Osborne
- "Ocean" — Lady A
- "Sugar Coat" — Little Big Town
- "Some People Do" — Old Dominion

Meilleure chanson country
- "Crowded Table" — The Highwomen
- "Bluebird" — Miranda Lambert
- "The Bones" — Maren Morris
- "More Hearts Than Mine" — Ingrid Andress
- "Some People Do" — Old Dominion

Meilleur album country
- Wildcard — Miranda Lambert
- Nightfall — Little Big Town
- Never Will — Ashley McBryde
- Lady Like — Ingrid Andress
- Your Life Is a Record — Brandy Clark

### New age
Meilleur album New Age
- More Guitar Stories — Jim "Kimo" West
- Songs from the Bardo — Laurie Anderson, Tenzin Choegyal et Jesse Paris Smith
- Periphery — Priya Darshini
- Form//Less — Superposition
- Meditations — Cory Wong et Jon Batiste

### Jazz
Meilleur solo de jazz improvisé
- "All Blues" de Chick Corea, soliste
- "Guinnevere" — Christian Scott Atunde Adjuah, soliste
- "Pachamama" de Regina Carter, soliste
- "Tomorrow is the Question" de Julian Lage, soliste
- "Celia" de Gerald Clayton, soliste
- "Moe Honk" de Joshua Redman, soliste

Meilleur album de jazz vocal
- Secrets are the Best Stories — Kurt Elling featuring Danilo Pérez
- ONA — Thana Alexa
- Modern Ancestors — Carmen Lundy
- Holy Room: Live at Alte Oper — Somi With Frankfurt Radio Big Band
- What's the Hurry — Kenny Washington

Meilleur album de jazz instrumental
- Trilogy 2 — Chick Corea, Christian McBride & Brian Blade
- On the Tender Spot of Every Calloused Moment — Ambrose Akinmusire
- Waiting Game — Terri Lyne Carrington et Social Science
- Happening: Live at the Village Vanguard — Gerald Clayton
- RoundAgain — Redman Mehldau McBride Blade

Meilleur album de groupe de jazz
- Data Lords — Maria Schneider Orchestra
- Dialogues on Race — Gregg August
- Monk'estra Plays John Beasley — John Beasley
- The Intangible Between — Orrin Evans et The Captain Black Big Band
- Songs You Like a Lot — John Hollenbeck with Theo Bleckmann, Kate McGarry, Gary Versace and The Frankfurt Radio Big Band

Meilleur album de latin jazz
- Four Questions — Arturo O'Farrill et The Afro Latin Jazz Orchestra
- Tradiciones — Afro-Peruvian Jazz Orchestra
- City of Dreams — Chico Pinheiro
- Viento y Tiempo – Live at Blue Note Tokyo — Gonzalo Rubalcaba et Aymée Nuviola
- Trane's Delight — Poncho Sanchez

### Gospel
Meilleure prestation / chanson gospel
- "Movin' On" — Jonathan McReynolds et Mali Music
- "Wonderful is Your Name" — Melvin Crispell III
- "Release (Live)" — Ricky Dillard featuring Tiff Joy
- "Come Together" — Rodney "Darkchild" Jerkins Presents: The Good News
- "Won't Let Go" — Travis Greene

Meilleure prestation / chanson chrétienne contemporaine
- "There Was Jesus" — Zach Williams et Dolly Parton
- "The Blessing (Live)" — Kari Jobe, Cody Carnes et Elevation Worship
- "Sunday Morning" — Lecrae featuring Kirk Franklin
- "Holy Water" — We the Kingdom
- "Famous For (I Believe)" — Tauren Wells featuring Jenn Johnson

Meilleur album gospel
- Gospel According to PJ — PJ Morton
- 2econd Wind: ReadY — Anthony Brown et group therAPy
- My Tribute — Myron Butler
- Choirmaster — Ricky Dillard
- Kierra — Kierra Sheard

Meilleur album de chanson chrétienne contemporaine
- Jesus Is King — Kanye West
- Run to The Father — Cody Carnes
- All of My Best Friends — Hillsong Young & Free
- Holy Water — We the Kingdom
- Citizen of Heaven — Tauren Wells

Meilleur album de Roots gospel
- Celebrating Fisk! (The 150th Anniversary Album) — Fisk Jubilee Singers
- Beautiful Day — Mark Bishop
- 20/20 — The Crabb Family
- What Christmas Really Means — The Erwins
- Something Beautiful — Ernie Haase & Signature Sound

### Latino
Meilleur album latino pop ou urbain
- YHLQMDLG — Bad Bunny
- Por Primera Vez — Camilo
- Mesa Para Dos — Kany García
- Pausa — Ricky Martin
- 3:33 — Debi Nova

Meilleur album latino rock ou alternatif
- La Conquista del Espacio — Fito Páez
- Aura — Bajofondo
- MONSTRUO — Cami
- Sobrevolando — Cultura Profética
- Miss Colombia — Lido Pimienta

Meilleur album de musique régionale mexicaine (incluant la musique Tex-Max)
- Un Canto por México, Vol. 1 — Natalia Lafourcade
- Hecho en México — Alejandro Fernández
- La Serenata — Lupita Infante
- Bailando Sones y Huampangos con Mariachi Sol De Mexico De Jose Hernandez — Mariachi Sol De Mexico De Jose Hernandez
- Ayayay! — Christian Nodal

Meilleur album lationo tropical
- 40 — Grupo Niche
- Mi Tumbao — José Alberto "El Ruiseñor"
- Infinito — Edwin Bonilla
- Sigo Cantando al Amor (Deluxe) — Jorge Celedon & Sergio Luis
- Memorias de Navidad — Víctor Manuelle

### American roots
Meilleure prestation American roots
- "I Remember Everything" — John Prine
- "Colors" — Black Pumas
- "Deep in Love" — Bonny Light Horseman
- "Short and Sweet" — Brittany Howard
- "I'll Be Gone" — Norah Jones et Mavis Staples

Meilleure chanson American Roots
- "I Remember Everything" — Pat McLaughlin et John Prine
- "Cabin" — Laura Rogers et Lydia Rogers
- "Ceiling to the Floor" — Sierra Hull et Kai Welch
- "Hometown" — Sarah Jarosz
- "Man Without a Soul" — Tom Overby et Lucinda Williams

Meilleur album Americana
- World on the Ground — Sarah Jarosz
- Old Flowers — Courtney Marie Andrews
- Terms of Surrender — Hiss Golden Messenger
- El Dorado — Marcus King
- Good Souls Better Angels — Lucinda Williams

Meilleur album Bluegrass
- Home — Billy Strings
- Man on Fire — Danny Barnes
- To Live in Two Worlds, Vol. 1 — Thomm Jutz
- North Carolina Songbook — Steep Canyon Rangers
- The John Hartford Fiddle Tune Project, Vol. 1 — Various Artists

Meilleur album Traditional Blues
- Rawer than Raw — Bobby Rush
- All My Dues are Paid — Frank Bey
- You Make Me Feel — Don Bryant
- That's What I Heard — Robert Cray Band
- Cypress Grove — Jimmy "Duck" Holmes

Meilleur album Contemporary Blues
- Have You Lost Your Mind Yet? — Fantastic Negrito
- Live at the Paramount — Ruthie Foster Big Band
- The Juice — G. Love
- Blackbirds — Bettye LaVette
- Up and Rolling — North Mississippi Allstars

Meilleur album folk
- All the Good Times — Gillian Welch & David Rawlings
- Bonny Light Horseman — Bonny Light Horseman
- Thanks for the Dance — Leonard Cohen
- Song for Our Daughter — Laura Marling
- Saturn Return — The Secret Sisters

Meilleur album Roots régional
- Atmosphere — New Orleans Nightcrawlers
- My Relatives 'nikso' Kowaiks — Black Lodge Singers
- Cameron Dupuy and The Cajun Troubadours — Cameron Dupuy And The Cajun Troubadours
- Lovely Sunrise — Nā Wai ʽEhā
- A Tribute to Al Berard — Sweet Cecilia

### Reggae
Meilleur album raggae
- Got to Be Tough — Toots and the Maytals
- Upside Down 2020 — Buju Banton
- Higher Place — Skip Marley
- It All Comes Black to Love — Maxi Priest
- One World — The Wailers

### Musique du monde
Meilleur album de musique du monde
- Twice as Tall — Burna Boy
- Fu Chronicles — Antibalas
- Agora — Bebel Gilberto
- Love Letters — Anoushka Shankar
- Amadjar — Tinariwen

### Musique pour enfants
Meilleur album de musique pour enfants
- All the Ladies — Joanie Leeds
- Be a Pain: An Album for Young (and Old) Leaders — Alastair Moock And Friends
- I'm an Optimist — Dog On Fleas
- Songs for Singin' — The Okee Dokee Brothers
- Wild Life — Justin Roberts

### Spoken word
Meilleur album spoken word (incluant la poésie, les livres audios et les storytelling)
- Blowout: Corrupted Democracy, Rogue State Russia, and the Richest, Most Destructive Industry on Earth — Rachel Maddow
- Acid for the Children – A Memoir — Flea
- Alex Trebek – The Answer Is... — Ken Jennings
- Catch and Kill — Ronan Farrow
- Charlotte's Web (E.B. White) — Meryl Streep et Full Cast

### Comédie
Meilleur album comédie
- Black Mitzvah — Tiffany Haddish
- I Love Everything — Patton Oswalt
- The Pale Tourist — Jim Gaffigan
- Paper Tiger — Bill Burr
- 23 Hours to Kill — Jerry Seinfeld

### Comédie musicale
Meilleur album de comédie musicale
- Jagged Little Pill — Kathryn Gallagher, Celia Rose Gooding, Lauren Patten et Elizabeth Stanley, principaux solistes ; Neal Avron, Pete Ganbarg, Tom Kitt, Michael Parker, Craig Rosen et Vivek J. Tiwary, producteurs ; Glen Ballard et Alanis Morissette, paroliers (Original Broadway Cast)
- Amélie — Audrey Brisson, Chris Jared, Caolan McCarthy et Jez Unwin, principaux solistes ; Michael Fentiman, Sean Patrick Flahaven, Barnaby Race et Nathan Tysen, producteurs ; Nathan Tysen, parolier ; Daniel Messe, compositeur et parolier (Original London Cast)
- American Utopia on Broadway — David Byrne, principal soliste, producteur, compositeur et parolier (Original Cast)
- Little Shop of Horrors – Tammy Blanchard, Jonathan Groff et Tom Alan Robbins, principaux solistes ; Will Van Dyke, Michael Mayer, Alan Menken et Frank Wolf, producteurs ; Alan Menken, compositeur ; Howard Ashman, parolier (The New Off-Broadway Cast)
- The Prince of Egypt — Christine Allado, Luke Brady, Alexia Khadime et Liam Tamne, principaux solistes ; Dominick Amendum et Stephen Schwartz, producteurs ; Stephen Schwartz, compositeur et parolier (Original Cast)
- Soft Power — Francis Jue, Austin Ku, Alyse Alan Louis et Conrad Ricamora, principaux solistes ; Matt Stine, producteur ; David Henry Hwang, parolier ; Jeanine Tesori, compositeur et parolier (Original Cast)

### Musique pour les médias visuels
Meilleur album pour un média visuel
- Jojo Rabbit — Artistes variés
- A Beautiful Day in the Neighborhood — Artistes variés
- Bill & Ted Face the Music — Artistes variés
- Eurovision Song Contest: The Story of Fire Saga — Artistes variés
- Frozen 2 — Artistes variés

Meilleur musique pour un média visuel
- Joker — Hildur Guðnadóttir, compositeur
- Ad Astra — Max Richter, compositeur
- Becoming — Kamasi Washington, compositeur
- 1917 — Thomas Newman, compositeur
- Star Wars: The Rise of Skywalker — John Williams, compositeur

Meilleure chanson écrite pour un média visuel
- No Time to Die (de No Time to Die) — Billie Eilish
- "Beautiful Ghosts" (de Cats) — Taylor Swift
- "Carried Me with You" (de Onward) — Brandi Carlile
- "Into the Unknown" (de La Reine des Neiges II) — Idina Menzel featuring AURORA
- "Stand Up" (from Harriet) — Cynthia Erivo

### Arrangement
Meilleure composition musicale
- "Sputnik" — Maria Schneider
- "Baby Jack" — Arturo O'Farrill
- "Be Water II" — Christian Sands
- "Plumfield" — Alexandre Desplat
- "Strata" — Remy Le Boeuf

Meilleur arrangement, instrumental ou a cappella
- "Donna Lee" — John Beasley
- "Bathroom Dance" — Hildur Guðnadóttir
- "Honeymooners" — Remy Le Boeuf
- "Lift Every Voice and Sing" — Alvin Chea et Jarrett Johnson
- "Uranus: The Magician" — Jeremy Levy

Meilleur arrangement, instruments et voix
- "He Won't Hold You"— Jacob Collier
- "Asas Fechadas" — John Beasley et Maria Mendes
- "Desert Song" — Erin Bentlage, Sara Gazarek, Johnaye Kendrick et Amanda Taylor
- "From This Place" — Alan Broadbent et Pat Metheny
- "Slow Burn" — Talia Billig, Nic Hard et Becca Stevens

### Package
Best Recording Package
- Vols. 11 & 12 — Doug Cunningham et Jason Noto, directeurs artistiques (Desert Sessions)
- Everyday Life — Pilar Zeta, directeur artistique (Coldplay)
- Funeral — Kyle Goen, directeur artistique (Lil Wayne)
- Healer — Julian Gross et Hannah Hooper, directeurs artistiques (Grouplove)
- On Circles — Jordan Butcher, directeur artistique (Caspian)

Best Boxed or Special Limited Edition Package
- Ode to Joy — Lawrence Azerrad et Jeff Tweedy, directeurs artistiques (Wilco)
- Flaming Pie (Collector's Edition) — Linn Wie Andersen, Simon Earith, Paul McCartney et James Musgrave, directeurs artistiques (Paul McCartney)
- Giants Stadium 1987, 1989, 1991 — Lisa Glines et Doran Tyson, directeurs artistiques (Grateful Dead)
- Mode — Jeff Schulz, directeur artistique (Depeche Mode)
- The Story of Ghostly International — Michael Cina et Molly Smith, directeurs artistiques (Various Artists)